# Zarikyumadzho
Zarikyumadzho (azerbajdzjanska: Zərigümaco) är en ort i Azerbajdzjan.   Den ligger i distriktet Lerik Rayonu, i den södra delen av landet, 220 km sydväst om huvudstaden Baku. Zarikyumadzho ligger 546 meter över havet och antalet invånare är 517.
Terrängen runt Zarikyumadzho är kuperad åt nordost, men åt sydväst är den bergig. Närmaste större samhälle är Bilyasar, 9,8 km sydost om Zarikyumadzho. 
Omgivningarna runt Zarikyumadzho är en mosaik av jordbruksmark och naturlig växtlighet. Runt Zarikyumadzho är det ganska tätbefolkat, med 67 invånare per kvadratkilometer.